# Rolf Blau
Rolf Blau (* 21. Mai 1952) ist ein ehemaliger deutscher Fußballspieler; er bestritt 224 Erstliga- (24 Tore) und 133 Zweitligaspiele (28 Tore).
Er wurde vom Stadtsportbund Münster im Rahmen der Veranstaltung „Ball des Sports 1975“ als Sportler des Jahres ausgezeichnet.

## Karriere

### Vereine
Blau debütierte am 14. August 1971 im Dress von Hannover 96 in der Bundesliga, als er bei der 1:5-Niederlage gegen den FC Schalke 04 – Klaus Fischer gelang an diesem Nachmittag ein Hattrick – im heimischen Niedersachsenstadion in der 58. Spielminute für Horst Bertl eingewechselt wurde. In der Folgezeit kam er hauptsächlich als Einwechselspieler zum Einsatz und als solcher gelang ihm beim 3:2-Erfolg über den MSV Duisburg am 6. Mai 1972 sein erstes Erstligator, als er zum zwischenzeitlichen 2:2-Ausgleich treffen konnte. Auch in seinem zweiten Jahr bei den Roten schaffte er es nicht, sich einen Stammplatz zu erspielen und verließ daraufhin den Verein. Blau wechselte zu Preußen Münster und schaffte mit dem Klub die Qualifikation für die neu gegründete 2. Bundesliga. Hier war er auf Anhieb Stammkraft und verpasste in seinen ersten beiden Jahren keine Spielminute. Im ersten Jahr in der 2. Bundesliga gelangen ihm 13 Saisontore, womit er entscheidend zum neunten Platz des ehemaligen Bundesligisten beitrug.
1977 kehrte Blau nach hundert Spielen in der 2. Bundesliga in die Bundesliga zurück und absolvierte eine Spielzeit beim FC St. Pauli, ehe er zusammen mit dem Mannschaftskameraden Walter Oswald zum VfL Bochum wechselte. Auch hier etablierte er sich als Stammspieler und feierte 1979 mit dem achten Platz die bis dahin beste Platzierung des Klubs in der deutschen Eliteserie. Nach über hundert Spielen für den Klub verabschiedete er sich 1982 mit einem 3:1-Erfolg über FC Bayern München vom Klub und unterschrieb einen Vertrag beim Erstligaaufsteiger Hertha BSC. Die Spielzeit 1982/83 unter Trainer Georg Gawliczek verlief jedoch erfolglos und als Tabellenletzter musste Blau mit seinem Klub aus dem Oberhaus absteigen. Die Mission Wiederaufstieg misslang und als Tabellenelfter beendete Blau seine aktive Fußballerkarriere.

### Nationalmannschaft
Blau bestritt für die seinerzeit bestehende B-Nationalmannschaft fünf Länderspiele. Als Nationalspieler debütierte er am 16. Oktober 1979 in Koblenz beim 9:0-Sieg über die A-Nationalmannschaft Luxemburgs. Auch in den Begegnungen mit den A-Nationalmannschaften Italiens, Österreichs und Polens, die allesamt gewonnen werden konnten, wirkte er mit. In seinem letzten Einsatz für die B-Nationalmannschaft verlor er mit ihr am 9. September 1980 in Luzern mit 0:2 gegen die A-Nationalmannschaft der Schweiz.
Im Zeitraum vom 10. Juni bis 2. Dezember 1980 kam er in sechs Länderspielen für die U21-Nationalmannschaft zum Einsatz. Die ersten vier, die im Rahmen eines vom 9. bis 22. Juni in der Provinz Kanton ausgetragenen Turniers, wurden gegen die Auswahl der Provinz Kantons mit 1:0 und gegen die Nationalmannschaften Mexikos (1:0), Rumäniens (6:2) und Chinas (2:2; 4:2 im Elfmeterschießen) allesamt gewonnen. Es folgten am 18. November in Sarrebourg und am 2. Dezember 1980 in Plovdiv jeweils mit 0:1 gegen die Nationalmannschaften Frankreichs und Bulgariens zwei Niederlagen. Sein einziges Länderspieltor erzielte er am 17. Juni beim 6:2-Sieg über die Nationalmannschaft Rumäniens mit dem Treffer zum 6:0 in der 75. Minute.